# Беляви (Ґостинінський повіт)
Беляви (пол. Bielawy) — село в Польщі, у гміні Гостинін Ґостинінського повіту Мазовецького воєводства.
Населення — 99 осіб (2011).
У 1975-1998 роках село належало до Плоцького воєводства.

## Демографія
Демографічна структура станом на 31 березня 2011 року:
|          | Загалом | Допрацездатний вік | Працездатний вік | Постпрацездатний вік |
| -------- | ------- | ------------------ | ---------------- | -------------------- |
| Чоловіки | 51      | 10                 | 32               | 9                    |
| Жінки    | 48      | 11                 | 26               | 11                   |
| Разом    | 99      | 21                 | 58               | 20                   |